# Греко-католицька церква (Бар)
Греко-католицька церква (Арсеніївська) в місті Бар Вінницької області є пам'яткою архітектури за адресою вулиця Соборна 14.

## Історичні відомості
Будівля споруджена 1616 року, перебудовувалася в 1902 та 2002 роках, спочатку в ньому був монастир святого Івана Хрестителя провінції отців-василіян.
1833 року в місто Бар перевели 3-ті та 4-ті класи Приворотської духовної семінарії, котрі розмістилися в приміщеннях колишньої василіянської школи. На другому поверсі будівлі згодом була освячена Арсеніївська церква. У кінці XIX — на початку XX ст. тут працювало Барське міське училище.
18 серпня 1994 р. Вінницька обласна рада народних депутатів видала свідоцтво про реєстрацію в місті Барі релігійної громади Української греко-католицької церкви (УГКЦ).
З 1 лютого 1995 р. рішенням Виконавчого комітету Барської райради приміщення будинку № 22 по вулиці Соборній, а також закріплену за ним прилеглу земельну ділянку, що становить 0,2344 га, було передано в приватну власність Барській УГКЦ.
25 травня 1996 р. греко-католицька громада міста передала безкоштовно будинок № 22 по вулиці Соборна і прилеглу до нього територію під розбудову монастиря з церквою у власність отцям-василіянам, Провінції найсвятішого Спасителя в Україні.
З 1996 року за рішенням Барської районної ради розпочалася реконструкція будинку й території.
Статут цього згромадження було зареєстровано 25 травня 1998 року. В жовтні цього ж року йому видали дозвіл на реконструкцію приміщення.
Освячення монастиря св. Івана Хрестителя і храму Пресвятої Богородиці при ньому було здійснено 21.09.2003 р. єпископом із Бразилії Єфремом Кривим.
З 1875 по 1876 роки в початковій школі, яка працювала в цьому приміщенні, навчався майбутній український письменник, громадський діяч Михайло Коцюбинський.

## Сучасність
Церква із куполом складається з трьох частин:
- приміщення церкви;
- монастир;
- парафіяльна.

Висота купола — 22 м, ширина — 7,2 м, висота стін — 8 м. Площа приміщення — 126 м². Усередині будівлі збережено карниз давньої конструкції (зовнішній — реставрований). На другому поверсі відбудовано 6 келій для різного призначення.
У приміщенні монастиря є три келії, кухня, котельня, вестибюль (ширина коридору — 2,7 м, висота стін — 3,8 м). Опалення газове, автономне. В парафіяльній частині будівлі розбудовуються захристя, канцелярія, катехизна зала, бібліотека, в мансардах другого поверху наявні гостинні кімнати для громадських потреб.
У церкві наявні ікони, передані з собору Св. Юрія у Львові. Центральними в храмі є ікони Різдва Пресвятої Богородиці, св. Володимира і св. Ольги, ікони святих мучеників Бориса і Гліба. Храмовий престол виконаний львівськими майстрами художнього училища ім. І. Труша.